# Герб Нерчинска
Герб Нерчинска — опознавательно-правовой знак, служащий официальным символом муниципального образования городское поселение «Не́рчинское» муниципального района «Нерчинский район» Забайкальского края Российской Федерации.
Исторический герб города Нерчинска был создан на основе печати Нерчинского острога, известной с XVII века и Высочайше утверждён 26 октября (7 ноября) 1790 года императрицей Екатериной II вместе с другими гербами городов Иркутского наместничества. Официально использовался до ноября 1917 года. 21 февраля 2012 года восстановлен в качестве официального символа городского поселения «Нерчинское» и внесён в Государственный геральдический регистр под регистрационным номером 7569.

## Описание герба
«В серебряном поле чёрный орёл, летящий вправо с воздетыми и распростёртыми крыльями»— Положение о гербе города городского поселения

## Описание символики герба
В соответствии с Положением о гербе : Герб городского поселения «Нерчинское» воссоздан на основе исторического герба окружного города Нерчинск Иркутского наместничества, Высочайше утверждённого 26 октября 1790 года (по старому стилю). Подлинное описание исторического герба гласит: «Въ серебряномъ полѢ чёрный, летящій, одноглавый орелъ. (Старый герб)».
Понятие «Старый герб» относится к городам, имевшим гербы до создания в России по указу Петра I Герольдмейстерской конторы (до XVIII века). На печати Нерчинского острога (первоначально острог Нелюдский, Нелюцкий) 1692 года был вырезан летящий одноглавый орёл. На более поздних печатях XVIII века в лапах орла появился лук. Вероятно, это было связано с обострением между Россией и Китаем за Даурские земли. При создании герба 1790 года Герольдмейстерская контора воспользовалась печатью 1692 г. тем более, что к этому времени границы с Китаем были чётко определены Кяхтинским договором 1727 года и придавать воинственность орлу не требовалось.
Воссоздание исторического герба показывает бережное отношение жителей городского поселения «Нерчинское» к своему прошлому, верность традициям, сохранившуюся преемственность многих поколений жителей.
Серебро — символ чистоты, открытости, божественной мудрости, примирения.
Чёрный цвет символизирует благоразумие, мудрость, скромность, честность.
Герб городского поселения «Нерчинское» в соответствии с Методическими рекомендациями по разработке и использованию официальных символов муниципальных образований (Раздел 2, Глава VIII, п.п. 45-46), утверждёнными Геральдическим советом при Президенте Российской Федерации 28.06.2006 года может воспроизводиться со статусной короной установленного образца.

## История герба
Город Нерчинск был основан в 1653 году казаками сотника Петра Ивановича Бекетова под названием Нелюдский острог. В 1654 году острог был сожжён людьми Гантимура, но в 1656 году енисейским воеводой А. Ф. Пашковым был восстановлен под названием Нерчинский острог. В 1689 году Нерчинск получил статус города.

### Печать Нерчинского острога

Печать Нерчинского острога (1682)

Предшественником герба Нерчинска была древняя печать Нерчинского острога, первая информация о которой встречается в росписи 1635 года, где она только упоминается в списке печатей «Даурских острогов, нерчинской…». 11 июля 1692 года по Указу Великих Государей Царей и Великих Князей Иоанна Алексеевича и Петра Алексеевича поступил наказ таможенному Голове города Верхотурья «О сборе таможенных пошлин и питейных доходов. С приложением росписи таможенных печатей Сибирских городов». В приложении впервые была описана нерчинская печать: «На Даурской Нерчинской: орелъ одноглавой держит лукъ внизъ тетивою, кругомъ написано: печать Государева-Сибирскія земли-Даурскихъ-остроговъ».

### Герб на знамени Нерчинского полка

Знамя Нерчинского полка (1764)

В 1722 году в России по инициативе императора Петра I была создана особая Герольдмейстерская контора, которая ведала учётом дворян на государственной службе, охраняла их сословные привилегии, вела родословные книги, составляла гербы, в том числе и земельные. В 1724 году «товарищ герольдмейстера» граф Ф. М. Санти разослал в российские губернии запросы об их административной символике. Из Нерчинска было получено следующее сообщение о геральдической эмблеме: «На серебре изображён орёл одноглавый, держащий в кохтях лук. Прислан из бывшей ещё провинциальной Иркутской канцелярии в 1726 году июня 27 дня, а когда и кем пожалован — известия не отыскалось…». Это описание послужило основанием для составления в дальнейшем городского герба Нерчинска.
В утверждённый 3 марта 1730 года императрицей Анной Иоанновной Знамённый гербовник российских городов и провинций, основанный на проектах Ф. Санти и позднее, окончательно составленный фельдмаршалом графом Б. К. Минихом герб Нерчинска не вошёл, и официально не использовался. В 1764 году был образован Нерчинский пехотный полк, которому в том же году императрица Екатерина II пожаловала герб:«Въ золотомъ щите, на беломъ поле, летящій, чёрный, одноглавый орелъ, у коего въ когтяхъ красный лукъ», украсивший Знамя полка.

### Высочайше утверждённый герб Нерчинска
26 октября (7 ноября) 1790 года императрицей Екатериной II вместе с другими гербами городов Иркутского наместничества был Высочайше утверждён герб Нерчинска.

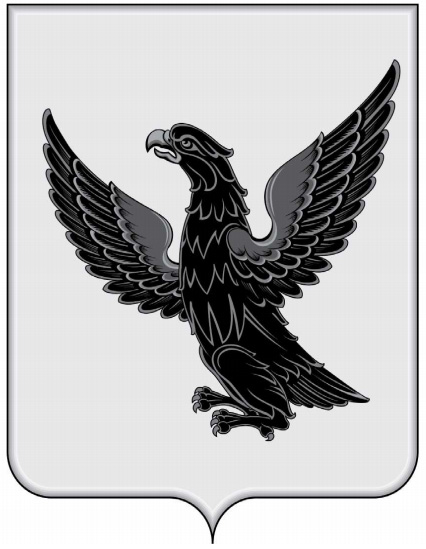
Герб Нерчинска (1790)

Герб немного отличался от старого символа Нерчинска — из когтей орла был убран лук. Герб имел следующее описание: 

«В серебряномъ поле чёрный летящій одноглавый орелъ. Сей гербъ старой»—  ПСЗРИ, 1790, Закон № 16913.
С 1851 года Нерчинск стал окружным городом Забайкальской области. Известен неутверждённый проект герба Нерчинска 1872 года с добавленным в вольную часть щита гербом Забайкальской области. Исторический герб Нерчинска официально использовался до 1917 года.

## Герб города в современной России
В постсоветский период принимались попытки создать новый герб Нерчинска. В 1991 году был выпущен сувенирный значок с проектом нового городского герба, на котором было изображено: на фоне зелёных сопок летящий золотой орёл, небо голубое, внизу голубая полоса реки Нерча, в ней золотая шестерёнка, из которой выступает золотой же колос. Данный проект герба утверждению не подлежал.

Герб Забайкальского края,
до 2009 года являлся гербом Читинской области

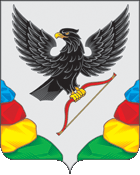
Герб Нерчинского района (2011)

Орёл из исторического герба Нерчинска стал прообразом центральных фигур в гербах Читинской области и муниципального образования «Нерчинский район». 21 декабря 1995 года был принят герб Читинской области, который, после нескольких редакций, представлял собой: «В золотом поле червлёный летящий влево повышенный червлёный орёл с серебряными глазами, клювом, языком и лапами, воздевший и распростёрший крылья и держащий в когтях червлёный лук тетивою вниз и червлёную, с серебряным оперением и наконечником стрелу в пояс. Под сердцем щита — щит исторической Забайкальской области (в золотом поле вверху — червлёная с серебряными глазами и языком буйволовая голова, внизу — палисад из четырёх червлёных и четырёх зелёных брёвен), обрамлённый червлёной (Александровской) лентой». После объединения 1 марта 2008 года Читинской области и Агинского Бурятского АО был образован Забайкальский край. 11 февраля 2009 года был утверждён герб Забайкальского края, который полностью идентичен гербу Читинской области
.
В 90-х годах прошлого века герб Нерчинска был размещён на нарукавном знаке пограничников 54 отдельного пограничного отряда в Приаргунске, утверждённом приказом Директора ФПС России в следующем описании: «В серебряном щите с лазуревой волнистой оконечностью и таковым же левым боковым столбом летящий чёрный орёл. (Авторская версия геральдического символа места постоянной дислокации отряда — города Приаргунска, расположенного в предгорьях Нерчинского хребта при впадении в Аргунь её притока; летящий в серебряном поле чёрный орёл — исторический герб Нерчинска). За щитом скошено скрещены два серебряных древнерусских меча с золотыми рукоятями, перекрестиями и навершиями».
6 декабря 2011 года был утверждён герб Нерчинского района со следующим описанием: «В серебряном поле над выходящими по краям склонами, каждый из которых состоит из лазоревой, червлёной, золотой и зелёной глыб, увеличивающихся сверху вниз; чёрный, с золотыми глазами, клювом и когтями, обернувшийся орёл, летящий влево с распростёртыми и воздетыми крыльями и несущий в лапах положенный косвенно слева червлёный лук с золотой тетивой вниз».
В 2006 году после муниципальной реформы в России было образовано городского поселения «Нерчинское». 21 февраля 2012 года решением № 20 Совета городского поселения «Нерчинское» исторический герб Нерчинска был восстановлен в качестве официального символа городского поселения. Этим же решением принято Положение о гербе. Герб составлен при содействии авторской группы Союза геральдистов России: руководитель группы: Константин Моченов (Химки); художник и компьютерный дизайн: Оксана Афанасьева (Москва); обоснование символики: Ирина Куренная (Чита), Вячеслав Мишин (Химки).